# Rue Boursault
La rue Boursault est une voie située dans le 17e arrondissement de Paris.

## Situation et accès
Elle commence non loin de la station de métro Rome, sur la ligne 2, perpendiculairement au boulevard des Batignolles, et finit près de l'entrée sud du square des Batignolles.

## Origine du nom
Elle porte le nom de l'acteur, auteur, directeur de théâtre, homme d'affaires et révolutionnaire français Jean-François Boursault dit Boursault-Malherbe (1750-1842), qui était également propriétaire des terrains.

## Historique
Jean François Boursault-Malherbe, propriétaire et financier, a contribué à la création de cette voie dans l'ancienne commune des Batignolles-Monceau. Précédemment, elle s'appelait « rue Boursault » dans sa première partie, « rue Bénard » entre la rue des Dames et la rue Legendre, et rue « Jeanne d'Asnières », entre la rue Legendre et la place Charles-Fillion.
À la suite d'un accident ferroviaire survenu dans le tunnel des Batignolles en 1921, ce dernier est détruit entre 1923 et 1926. Les immeubles entre les nos 1 et 7 sont démolis afin d'ouvrir la tranchée,.

## Bâtiments remarquables et lieux de mémoire

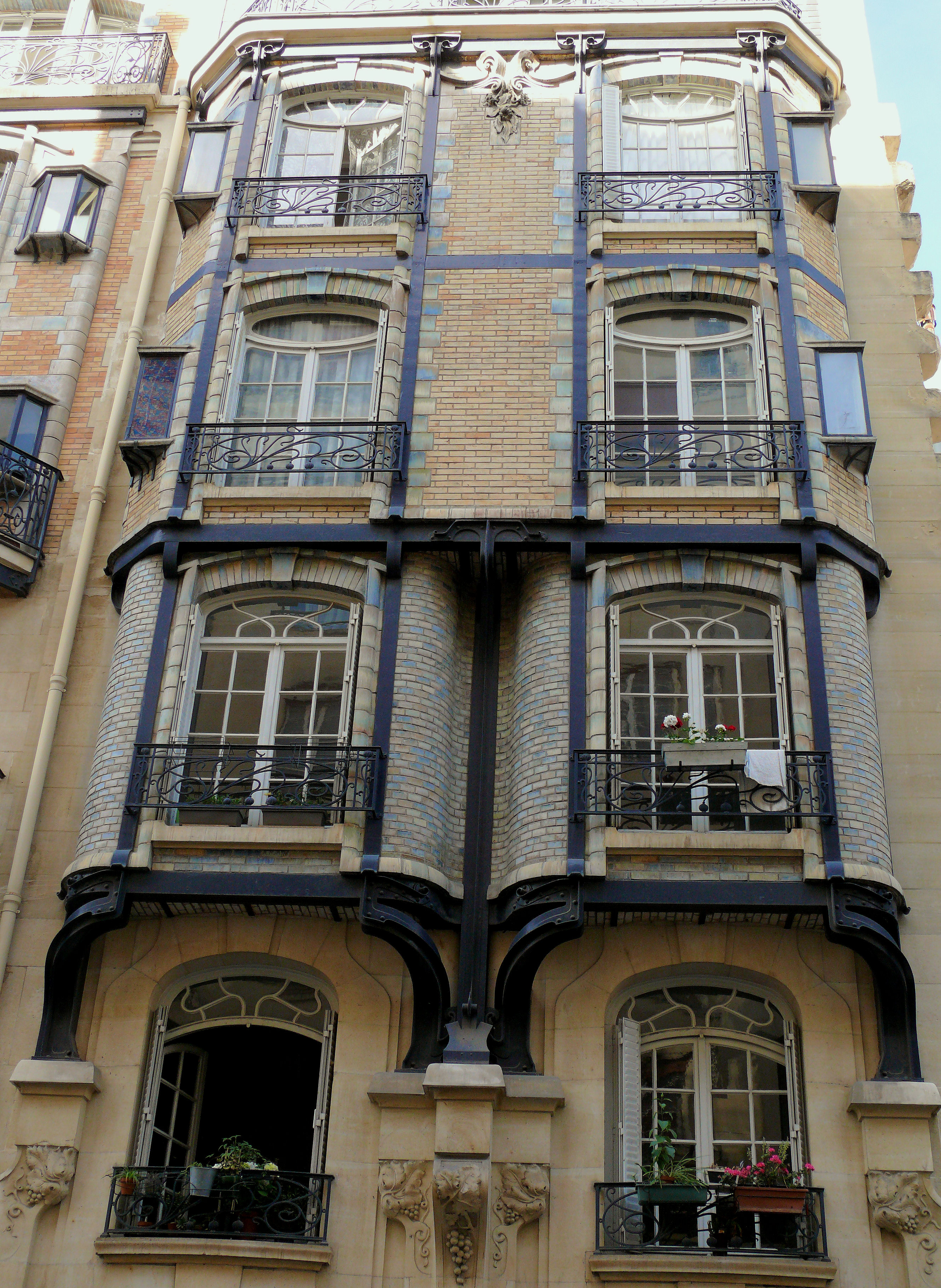
Immeuble aux nos 62-64, façade Art nouveau.

- Au no 7, très insolite se trouve un ancien wagon, posé à l'aplomb des voies de chemin de fer. C'est une voiture-restaurant 1925 de l'Orient-Express, installée là en 1954 et devenue depuis l'annexe et l'emblème du restaurant Le Wagon bleu.
- Au no 24, Léon Dierx meurt le 11 juin 1912 en son domicile.
- Au no 27 de la rue se trouve le Centre de Secours Boursault, dépendant de la 9e compagnie des pompiers de Paris.
- Au no 29 est conservé l'ancien marché des Batignolles, l'un des plus anciens marchés couverts de Paris. Datant de 1839, sa structure en pierre et sa charpente ont été conservées. Le bâtiment accueille aujourd'hui un IUFM.
- L'immeuble des nos 62-64[5] de style Art nouveau construit par l'architecte René Simonet. Une première intervention, au no 62, en 1900-1901, puis une seconde en 1910, au no 64. L'architecte a utilisé les différents matériaux sur la façade : pierre, fer, bois, brique et grès flammé d'Alexandre Bigot[6]. Immeuble classé MH en 2000.
- Au no 68, autre immeuble Art nouveau.

### Littérature
Au début du roman Bel-Ami de Guy de Maupassant, le personnage principal, Georges Duroy, vit dans un appartement modeste de la rue Boursault, avec vue sur les chemins de fer et la gare des Batignolles (aujourd'hui Pont-Cardinet).

« Il revint à grands pas, gagna le boulevard extérieur, et le suivit jusqu'à la rue Boursault qu'il habitait. Sa maison, haute de six étages, était peuplée par vingt petits ménages ouvriers et bourgeois, et il éprouva en montant l'escalier, dont il éclairait avec des allumettes-bougies les marches sales où traînaient des bouts de papiers, des bouts de cigarettes, des épluchures de cuisine, une écœurante sensation de dégoût et une hâte de sortir de là, de loger comme les hommes riches, en des demeures propres, avec des tapis. Une odeur lourde de nourriture, de fosse d'aisances et d'humanité, une odeur stagnante de crasse et de vieille muraille, qu'aucun courant d'air n'eût pu chasser de ce logis, l'emplissait du haut en bas.
La chambre du jeune homme, au cinquième étage, donnait, comme sur un abîme profond, sur l'immense tranchée du chemin de fer de l'Ouest, juste au-dessus de la sortie du tunnel, près de la gare des Batignolles. Duroy ouvrit sa fenêtre et s'accouda sur l'appui de fer rouillé. »

— Guy de Maupassant, Bel-Ami, première partie, chapitre III.